# درازگلبرگ
درازگلبرگ (نام علمی: Dolichopetalum) نام یک سرده از زیرخانواده استبرق است.